# پوموس

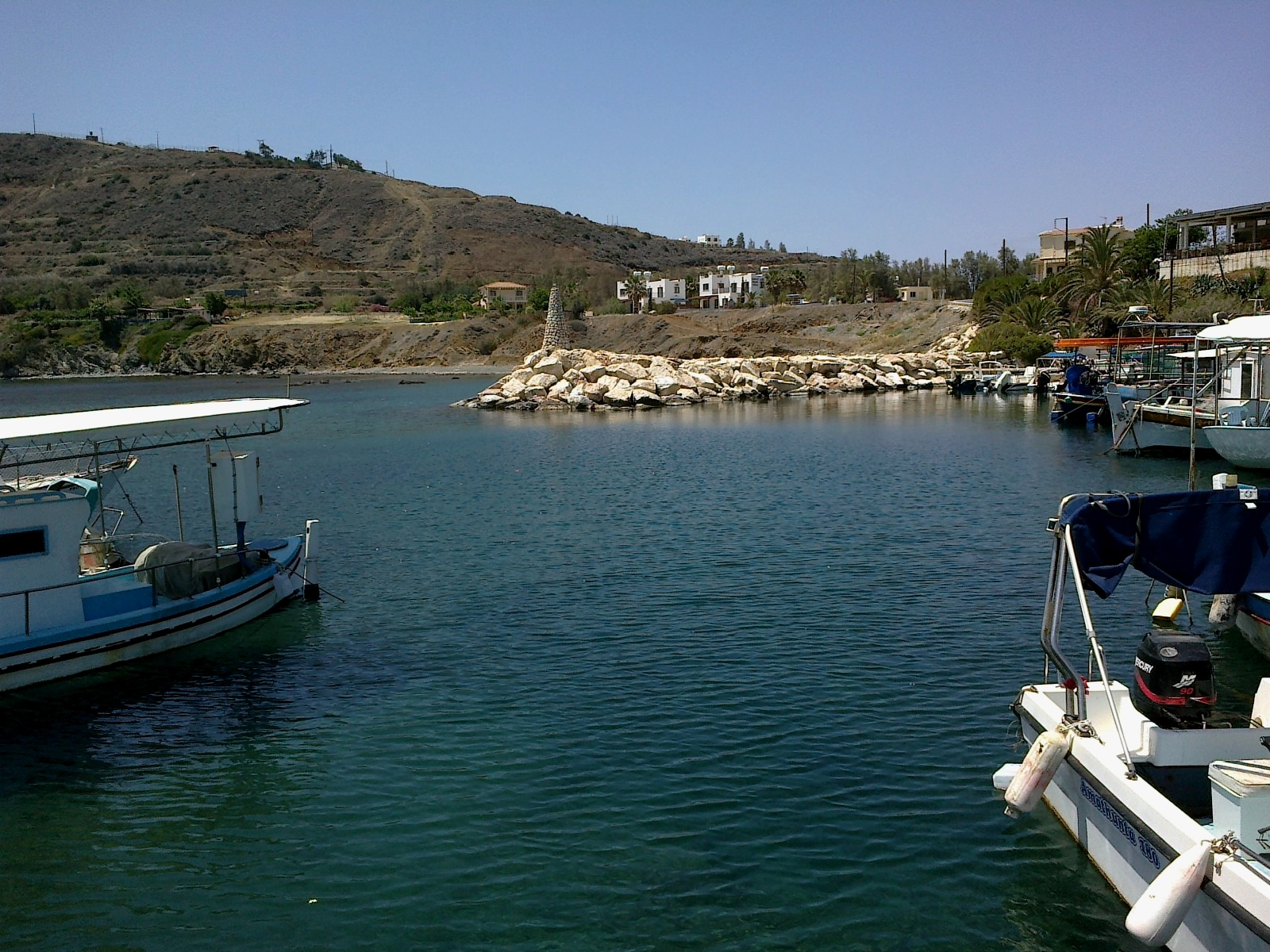
تصویری از منطقه مسکونی پوموس در کشور قبرس

پوموس (به لاتین: Pomos) یک منطقهٔ مسکونی در قبرس است که در ناحیه پافوس واقع شده‌است.

## خصوصیات
پوموس  ۵۹۵ نفر جمعیت دارد.